# Elguja Khintibidze
 (mai 2022).
La mise en forme du texte ne suit pas les recommandations de Wikipédia : il faut le « wikifier ».
Les points d'amélioration suivants sont les cas les plus fréquents. Le détail des points à revoir est peut-être précisé sur la page de discussion.
- Les titres sont pré-formatés par le logiciel. Ils ne sont ni en capitales, ni en gras.
- Le texte ne doit pas être écrit en capitales (les noms de famille non plus), ni en gras, ni en italique, ni en « petit »…
- Le gras n'est utilisé que pour surligner le titre de l'article dans l'introduction, une seule fois.
- L'italique est rarement utilisé : mots en langue étrangère, titres d'œuvres, noms de bateaux, etc.
- Les citations ne sont pas en italique mais en corps de texte normal. Elles sont entourées par des guillemets français : « et ».
- Les listes à puces sont à éviter, des paragraphes rédigés étant largement préférés. Les tableaux sont à réserver à la présentation de données structurées (résultats, etc.).
- Les appels de note de bas de page (petits chiffres en exposant, introduits par l'outil «  Source ») sont à placer entre la fin de phrase et le point final[comme ça].
- Les liens internes (vers d'autres articles de Wikipédia) sont à choisir avec parcimonie. Créez des liens vers des articles approfondissant le sujet. Les termes génériques sans rapport avec le sujet sont à éviter, ainsi que les répétitions de liens vers un même terme.
- Les liens externes sont à placer uniquement dans une section « Liens externes », à la fin de l'article. Ces liens sont à choisir avec parcimonie suivant les règles définies. Si un lien sert de source à l'article, son insertion dans le texte est à faire par les notes de bas de page.
- La présentation des références doit suivre les conventions bibliographiques. Il est recommandé d'utiliser les modèles {{Ouvrage}}, {{Chapitre}}, {{Article}}, {{Lien web}} et/ou {{Bibliographie}}. Le mode d'édition visuel peut mettre en forme automatiquement les références.
- Insérer une infobox (cadre d'informations à droite) n'est pas obligatoire pour parachever la mise en page.

Pour une aide détaillée, merci de consulter Aide:Wikification.
Si vous pensez que ces points ont été résolus, vous pouvez retirer ce bandeau et améliorer la mise en forme d'un autre article.
Elguja Khintibidzé (en géorgien - ელგუჯა ხინთიბიძე), né le 7 juin 1937, est un philologue géorgien, docteur en langues et lettres, professeur à l’Université Ivané Javakhishvili d’État de Tbilissi, académicien de l’Académie Nationale des Sciences depuis 2012. Il est membre de la Société Internationale de la Recherche en Philosophie Médiévale. 

## Biographie
Diplômé en 1960 de la Faculté de Philologie de l’Université Ivané Javakhishvili d’État de Tbilissi, Elguja Khintibidze dirige actuellement, dans cette même université, l’Institut de la Littérature Géorgienne à la Faculté des Sciences Humanitaires. Il assure également la présidence de l’Association Internationale de la Promotion de Recherches en Kartvélologie.  Durant sa carrière académique, Elguja Khintibidze a assuré diverses fonctions : doyen de la Faculté philologique au sein de l’Université Ivané Javakhishvili d’État de Tbilissi (1976-1986), Vice-recteur à la recherche (1986-1993), directeur de la Chaire de l’Histoire de l’Ancienne Littérature Géorgienne (2000-2006), éditeur du journal Literaturatmtsodneoba (« sciences de la littérature ») (1976-2004). Il est également membre du conseil éditorial du journal Georgica (depuis 1978), fondateur et éditeur du journal international bilingue anglo-géorgien The Kartvelologist (depuis 1993) et fondateur du « Centre d’études kartvélologiques » et de la « Fondation de recherches Kartvélologique » (depuis 1992). Il est également l’organisateur en chef de l’école d’été internationale en Kartvélologie (depuis 1995).
Elguja Khintibidzé est l’organisateur en chef des Symposiums internationaux en Kartvélologie.

## Récompenses
- De la Médaille de Mérite Internationale (IOM) avec la mention « pour le service rendu à la kartvélologie » (Cambridge 1994)

- De la Médaille de Mérites en Géorgie (2003); d’une distinction scientifique de Ivané Javakhishvili (1984).

- En 2016, il a remporté le concours scientifique Ivané Javakhishvili.

## Recherches
En tant que médiéviste, Elguja Khintibidzé consacre ses recherches à la littérature géorgienne et aux relations littéraires byzantino-géorgiennes. Il travaille également dans le domaine de la Roustvélologie et celui de l’étude des sources.  
Ses études des relations littéraires byzantino-géorgiennes ont contribué à l’analyse approfondie de ce processus littéraire. Notamment, Elguja Khintibidzé a analysé 
- la théorie de l’origine géorgienne des Pères Cappadociens, Basile de Césarée et Grégoire de Nysse;

- le roman byzantin Barlaam et Joasaph et les arguments en faveur de son attribution à la plume d’Euthyme l’Hagiorite;

- l’étude des rapports de dépendance entre les versions grecques et géorgiennes de Barlaam et Joasaph.

- les arguments pour la datation de la version grecque de Barlaam et Joasaph au Xe siècle.

## Principaux ouvrages et articles
- Aux archives royales de l’Espagne, Elguja Khintibidzé a fait trois découvertes: une correspondance, jusqu’alors méconnue des chercheurs et datée de XVe siècle, adressée par les monarques espagnols Isabelle I et Ferdinand II au roi géorgien Constantin II ; une ancienne source européenne concernant le Traité de Gueorguievsk et une documentation inconnue relative au roi géorgien Simon I.

- Il faut également mentionner la découverte de deux fragments de manuscrits géorgiens du XIe siècle au British Museum. L’un d’eux représente un autographe de Georges l’Hagiorite.

- Il a identifié des manuscrits  inconnus dans la bibliothèque des manuscrits géorgiens au Mont Athos.

- Il a identifié des nouveaux fragments dans les traductions grecques et latines de la Vie de Georges l’Hagiorite datés du XIIIe siècle.

- Il a identifié et préparé la publication du discours d’Alaverdi Khan Undiladzé prononcé à la cour de Shah Abbas au XVIIe siècle.

- Il a traduit et publié les passages relatifs à la Géorgie écrits par un voyageur espagnol du XVe siècle Rui Gonsalez Klavikho.

- Il est l’auteur d’une nouvelle hypothèse sur l’origine de la dénomination des géorgiens et de son étymologie.

- Il a identifié un hymne syriaque inconnu relatif à la Géorgie sur l’invasion de Tbilissi au XIIIe siècle.

## La recherche relative au poèmeLe chevalier à la peu de tigre
E. Khintibidzé a étudié l’imagerie symbolique et artistique du poème Le chevalier à la peu de tigre ainsi que sa terminologie philosophique et théologique relative aux  dénominations divines. Cette étude a permis de formuler une hypothèse originale sur la conception du monde que partageait l’auteur du poème Chota Rustaveli. L’étude a également permis de  situer cette vision du monde dans le cadre plus large du processus du développement de la pensée médiévale. 
Cette recherche a abordé les aspects de la réflexion théologique, philosophique, éthique et astrologique exprimées dans le poème. Elle a identifié le courant de la philosophie antique présent dans Le chevalier à la peu de tigre, notamment, dans l’usage de définitions aristotéliennes de l’âme, très populaires au Moyen Âge tardif. La conception de l’amitié exprimée dans le poème se rapproche, une fois de plus, de la pensée d’Aristote. L’interprétation de ce qui est la défaillance et le manque, semble, par contre, tributaire de la pensée platonicienne,
Le chercheur a démontré que la pensée du poète Rustaveli trouve sa ressemblance typologique avec la pensée littéraire européenne, par exemple, avec l’œuvre de troubadours, de Dante et de Pétrarque. En outre, la trace du Le chevalier à la peu de tigre est perceptible à travers la production artistique européenne. Ainsi, selon la découverte faite par Dr. Khintibidzé, le contenu (l’histoire), du poème Le chevalier à la peu de tigre (XIIe siècle) est réutilisé  par les dramaturges anglais du XVIIe siècle, tels que William Shakespeare, Francis Beaumont et John Fletcher. En effet, le sujet de Chevalier à la peu de tigre a été retravaillé et réutilisé dans les pièces de théâtre du XVIIe siècle créées par les artistes de la cour royale anglaise. Il s’agit notamment de Cymbeline par Shakespeare, et de Philaster et Roi et non Roi de Fletcher. 
Le chercheur a identifié la manière par laquelle le contenu du poème de Rustaveli a pénétré le cercle des intellectuels de l’époque shakespearienne : il s’agit d’une rencontre entre Alaverdi Khan Undiladzé (géorgien d’origine) et la délégation des intellectuels anglais ayant rendu visite au Shah Abbas.,,